# Лідаво
Ліда́во (до 2012 року — Лідава) — село в Україні, у Рівненському районі Рівненської області. Населення становить 376 осіб.

## Географія
Село розташоване на правому березі річки Безодні.

## Історія
У 1906 році село Здовбицької волості Острозького повіту Волинської губернії. Відстань від повітового міста 24 верст, від волості 8. Дворів 50, мешканців 214.

## Населення
Згідно з переписом УРСР 1989 року чисельність наявного населення села становила 382 особи, з яких 168 чоловіків та 214 жінок.
За переписом населення України 2001 року в селі мешкало 376 осіб. 100 % населення вказало своєю рідною мовою українську мову.

## Відомі люди
- Ковтонюк Михайло Омелянович (1931, Лідаво — 2004, Вінниця) — педагог, професор ТФЕІ (ТАНГ, нині Тернопільський національний економічний університет), вчений (економічна географія), літератор.[6]